# Uramaki-zushi
Uramaki-zushi (jap. 裏巻き寿司) − rodzaj maki-zushi, w którym ryż znajduje się na zewnątrz wodorostów nori; często obtoczone w ziarnie sezamowym. 

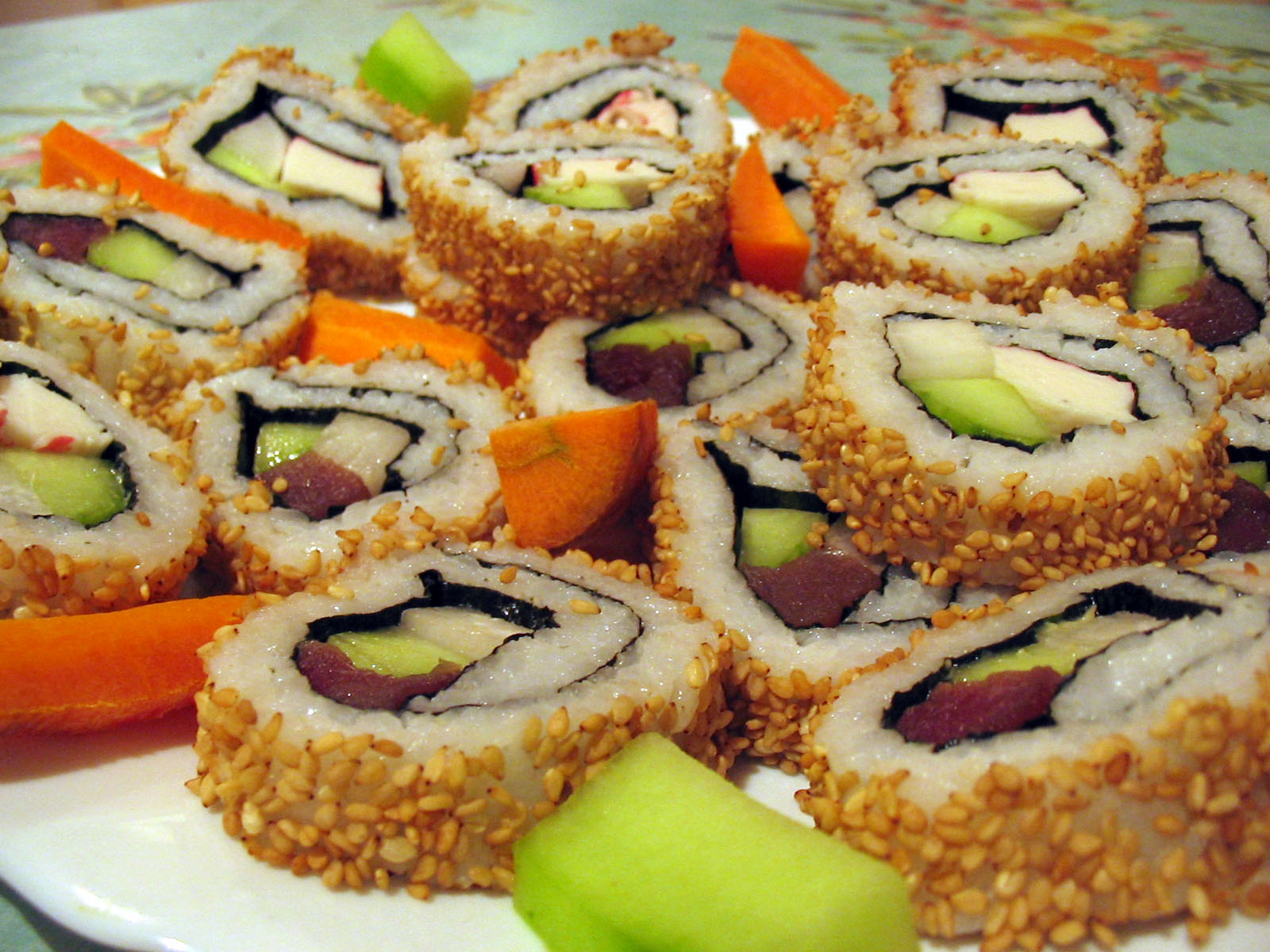
Uramaki-zushi

Popularne głównie w krajach zachodnich. W Stanach Zjednoczonych powstała najbardziej znana odmiana uramaki-zushi o nazwie California Roll (zwane również "inside-out sushi rolls"), m.in. z: awokado, krabowymi paluszkami i ogórkiem.